# Rudolf Frimodt
Jens Christian Rudolf Frimodt, född den 24 december 1828, död den 21 mars 1879, var en dansk präst.
Frimodt blev 1854 teologie kandidat, 1857 adjunkt vid den lärda skolan i Sorö och 1861 kyrkoherde vid Johanneskyrkan i Köpenhamns förstad Nörrebro. Såsom en vältalig och allvarlig predikant samlade Frimodt där omkring sig en talrik åhörarskara och utövade ett väckande inflytande i vida kretsar.
Hans ihärdighet har man att tacka för, att två nya kyrkor uppbyggdes i hans församling (1874 och 1877) och att ett Magdalenahem inrättades för fallna kvinnor (1877). Därjämte var han sedan 1875 själen i inre missionens verksamhet i Köpenhamn.
Han utgav flera predikosamlingar: Tyve prædikener (1867), Nogle prædikener fra Trinitatistiden (1871) och Fire og tyve prædikener (1879). En fullständig samling, Prædikener paa kirkeaarets sön- og helligdage, utkom 1896.